# Iwanow-Rasumnik
Iwanow-Rasumnik (russisch Иванов-Разумник, wiss. Transliteration Ivanov-Razumnik, eigentlich Rasumnik Wassiljewitsch Iwạnow (Разумник Васильевич Иванов); * 24. Dezember 1878 in Tiflis; † 9. Juni 1946 in München) war ein russischer Kultur- und Literaturkritiker und Soziologe. Er war mit Alexander Blok und Andrei Bely befreundet. Er stand den russischen Linken Sozialrevolutionären nahe. Ab 1941 lebte er in Deutschland.